# Упоровка (река)
Упоровка — река в России, протекает по Упоровскому району Тюменской области. Устье реки находится в 494 км по правому берегу реки Тобол у с. Упорово. Длина реки составляет 12 км.
Высота устья — 54 м над уровнем моря.
Система водного объекта: Тобол → Иртыш → Обь → Карское море.

## Данные водного реестра
По данным государственного водного реестра России относится к Иртышскому бассейновому округу, водохозяйственный участок реки — Тобол от города Курган до впадения реки Исеть, речной подбассейн реки — Тобол. Речной бассейн реки — Иртыш.
Код объекта в государственном водном реестре — 14010500412111200002616.

## Населённые пункты
- с. Упорово